# Liste der Einträge im National Register of Historic Places im Scott County (Iowa) – Ostteil von Davenport

Lage des Scott County in Iowa

Die Liste der Einträge im National Register of Historic Places im Scott County in Iowa führt die Bauwerke und historischen Stätten im Scott County auf, die in das National Register of Historic Places aufgenommen wurden. Aufgrund der Vielzahl der Einträge besteht diese aus vier Teilen:
- Liste der Einträge im National Register of Historic Places im Scott County (Iowa) – Innenstadt von Davenport
- Liste der Einträge im National Register of Historic Places im Scott County (Iowa) – Ostteil von Davenport
- Liste der Einträge im National Register of Historic Places im Scott County (Iowa) – Westteil von Davenport
- Liste der Einträge im National Register of Historic Places im Scott County (Iowa) – Außerhalb von Davenport

## Legende
| NRHP | Historic Place    |
| HD   | Historic District |

## Aktuelle Einträge
| [ 2 ] | Name                                           | Bild                                           | Eintragsdatum        | Lage | Ort       | Beschreibung |
| ----- | ---------------------------------------------- | ---------------------------------------------- | -------------------- | --- | --------- | --- |
| 1     | Walker Adams House                             | Walker Adams House                             | 1984 ID-Nr. 84001313 | 1009 College Avenue 41° 31′ 49,8″ N, 90° 33′ 21,8″ W | Davenport | Um 1875 im Italianate-Stil errichtetes Wohnhaus |
| 2     | Ball-Waterman House                            | Ball-Waterman House                            | 1984 ID-Nr. 84001315 | 616 Kirkwood Boulevard 41° 32′ 11,2″ N, 90° 33′ 57,9″ W | Davenport | 1880 im viktorianischen Stil errichtetes Wohnhaus |
| 3     | Edward S. Barrows House                        | Edward S. Barrows House                        | 1976 ID-Nr. 76000807 | 224 East 6th Street 41° 31′ 33,5″ N, 90° 34′ 17,8″ W | Davenport | Um 1850 im Stil des Greek Revival errichtetes Anwesen; heute Apartments                                                                                         |
| 4     | Leon Bismark Beiderbecke House                 | Leon Bismark Beiderbecke House                 | 1977 ID-Nr. 77000554 | 1934 Grand Avenue 41° 32′ 20,9″ N, 90° 33′ 54,4″ W | Davenport | Im viktorianischen Stil errichtetes Geburtshaus des Jazz-Musikers Bix Beiderbecke                                                                               |
| 5     | John R. Boyle House                            | John R. Boyle House                            | 1983 ID-Nr. 83002403 | 408 East 6th Street 41° 31′ 33,3″ N, 90° 34′ 9,2″ W | Davenport | Stelle, an der das 1866 im Italianate-Stil errichtete Wohnhaus stand; später abgerissen, aber noch nicht aus dem Register gestrichen                            |
| 6     | Bridge Avenue Historic District                | Bridge Avenue Historic District                | 1983 ID-Nr. 83003626 | Bridge Avenue zwischen River Drive und 9th Street 41° 31′ 41″ N, 90° 33′ 28″ W                                                                                   | Davenport | Aus 14 Gebäuden bestehender historischer Distrikt |
| 7     | Anthony Burdick House                          | Anthony Burdick House                          | 1984 ID-Nr. 84003854 | 833 College Avenue 41° 31′ 42,6″ N, 90° 33′ 21,1″ W | Davenport | 1880 im Italianate-Stil errichtetes Wohnhaus |
| 8     | Diedrich Busch House                           | Diedrich Busch House                           | 1984 ID-Nr. 84001324 | 2340 East 11th Street 41° 31′ 52,8″ N, 90° 32′ 32,2″ W | Davenport | 1877 im vernakulären Stil errichtetes Wohnhaus |
| 9     | First Baptist Church                           | First Baptist Church                           | 1983 ID-Nr. 83002409 | 1401 Perry Street 41° 32′ 3,5″ N, 90° 34′ 20″ W | Davenport | 1890 im neuromanischen Stil errichtete Baptistenkirche |
| 10    | W.S. Cameron House                             | W.S. Cameron House                             | 1984 ID-Nr. 84001325 | 623 Kirkwood Boulevard 41° 32′ 9,2″ N, 90° 33′ 57,1″ W | Davenport | 1880 im vernakulären Stil errichtetes Wohnhaus |
| 11    | James Cawley House                             | James Cawley House                             | 1984 ID-Nr. 84001326 | 1406 Esplanade 41° 32′ 3,4″ N, 90° 33′ 19,4″ W | Davenport | 1876 im vernakulären Stil errichtetes Wohnhaus |
| 12    | Collins House                                  | Collins House                                  | 1976 ID-Nr. 76000808 | 1234 East 29th Street 41° 32′ 58″ N, 90° 33′ 25,6″ W | Davenport | 1860 im neoklassizistischen Stil errichtetes Farmhaus |
| 13    | George Copeland House                          | George Copeland House                          | 1984 ID-Nr. 84001333 | 929 College Avenue 41° 31′ 47,7″ N, 90° 33′ 21,8″ W | Davenport | Zwischen 1875 und 1880 errichtetes Wohnhaus |
| 14    | Cork Hill District                             | Cork Hill District                             | 1984 ID-Nr. 84001334 | Perry Street, Pershing Street, Iowa Street, 11th Street, 12th Street und 13th Street 41° 31′ 54″ N, 90° 34′ 18″ W                                                | Davenport | Aus 12 Gebäuden verschiedener Baustile bestehender historischer Distrikt                                                                                        |
| 15    | Crescent Warehouse Historic District           | Crescent Warehouse Historic District           | 2003 ID-Nr. 03001290 | Einzelne Gebäude in der East 4th Street, East 5th Street, Iowa Street und Pershing Avenue 41° 31′ 27,3″ N, 90° 34′ 12,9″ W                                       | Davenport | Aus 14 im Jahr 1902 errichteten Lagerhäusern und Industriebauten bestehender historischer Distrikt                                                              |
| 16    | Currier House                                  | Currier House                                  | 1983 ID-Nr. 83002417 | 1421 Grand Avenue 41° 32′ 5,5″ N, 90° 33′ 53″ W | Davenport | 1901 im Queen-Anne-Stil errichtetes Wohnhaus |
| 17    | Davenport Hose Station No. 3                   | Davenport Hose Station No. 3                   | 1984 ID-Nr. 84001336 | 326 East Locust Street 41° 32′ 18,5″ N, 90° 34′ 12,4″ W | Davenport | 1921 errichtete Feuerwache |
| 18    | Village of East Davenport                      | Village of East Davenport                      | 1980 ID-Nr. 80001459 | abgegrenzt durch den Mississippi, die Spring Street, Judson Street, 13th Street, den Kirkwood Boulevard und die Jersey Ridge Road 41° 31′ 54,7″ N, 90° 32′ 43″ W | Davenport | 1851 als separate Stadt Upper Davenport gegründet; seit 1856 Teil von Davenport; heute als East Davenport bekannt                                               |
| 19    | Abner Davison House                            | Abner Davison House                            | 1984 ID-Nr. 84001341 | 1234 East River Drive 41° 31′ 41,2″ N, 90° 33′ 24,8″ W | Davenport | 1910 in einer Kombination aus Italianate-Stil und dem Stil der Prairie Houses errichtetes Wohnhaus; später B&B; heute im Besitz des gemeinnützigen Gilda's Club |
| 20    | Dils-Downer House                              | Dils-Downer House                              | 1983 ID-Nr. 83002422 | 1020 East 15th Street 41° 32′ 6,9″ N, 90° 33′ 37,7″ W | Davenport | 1898 im Shingle Style errichteter Bungalow |
| 21    | East 14th Street Historic District             | East 14th Street Historic District             | 1983 ID-Nr. 83003649 | 14th Street zwischen Pershing Avenue und Arlington Avenue 41° 32′ 2″ N, 90° 34′ 1″ W                                                                             | Davenport | Aus 70 im viktorianischen Stil errichteten Gebäuden bestehendes historisches Wohnviertel                                                                        |
| 22    | D.C. Eldridge House                            | D.C. Eldridge House                            | 1984 ID-Nr. 84001402 | 1333 East 10th Street 41° 31′ 47,4″ N, 90° 33′ 17,9″ W | Davenport | 1865 im Stil des Greek Revival errichtetes Wohnhaus |
| 23    | Theodore Eldridge House                        | Theodore Eldridge House                        | 1984 ID-Nr. 84001404 | 1404 East 10th Street 41° 31′ 49,5″ N, 90° 33′ 16,8″ W | Davenport | 1878 im Italianate-Stil errichtetes Wohnhaus |
| 24    | First Church of Christ, Scientist              | First Church of Christ, Scientist              | 1984 ID-Nr. 84001406 | 636 Kirkwood Boulevard 41° 32′ 11,1″ N, 90° 33′ 55″ W | Davenport | 1912 im neoklassizistischen Stil errichtete Kirche der Glaubensgemeinschaft Christian Science                                                                   |
| 25    | First Presbyterian Church                      | First Presbyterian Church                      | 1983 ID-Nr. 83002431 | 316 Kirkwood Boulevard 41° 32′ 11,3″ N, 90° 34′ 12,1″ W | Davenport | Im neuromanischen Stil errichtete Presbyterianerkirche |
| 26    | Lewis M. Fisher House                          | Lewis M. Fisher House                          | 1983 ID-Nr. 83002432 | 1003 Arlington Avenue 41° 31′ 48,8″ N, 90° 33′ 44″ W | Davenport | 1895 in einer Kombination aus Queen-Anne-Stil und Colonial Revival errichtetes Wohnhaus                                                                         |
| 27    | Alice French House                             | Alice French House                             | 1983 ID-Nr. 83002434 | 321 East 10th Street 41° 31′ 46,8″ N, 90° 34′ 12,7″ W | Davenport | 1906 im Stil des Colonial Revival errichtetes Wohnhaus |
| 28    | William Gabbert House                          | William Gabbert House                          | 1983 ID-Nr. 83002435 | 1210 Tremont Street 41° 31′ 56″ N, 90° 33′ 41″ W | Davenport | 1873 im neugotischen Stil errichtetes Wohnhaus |
| 29    | M.V. Gannon House                              | M.V. Gannon House                              | 1983 ID-Nr. 83002436 | 631 Farnam Street 41° 31′ 36″ N, 90° 33′ 59″ W | Davenport | Im Italianate-Stil errichtetes Wohnhaus |
| 30    | Isaac Glaspell House                           | Isaac Glaspell House                           | 1983 ID-Nr. 83002439 | 621 LeClaire Street 41° 31′ 35″ N, 90° 34′ 4,5″ W | Davenport | 1875 im Stil des Greek Revival errichtetes Wohnhaus |
| 31    | William T. Goodrich House                      | William T. Goodrich House                      | 1983 ID-Nr. 83002441 | 1156 East 15th Street 41° 32′ 6,9″ N, 90° 33′ 29,2″ W | Davenport | Im Jahr 1900 im Queen-Anne-Stil errichtetes Wohnhaus |
| 32    | Finley Guy Building                            | Finley Guy Building                            | 1984 ID-Nr. 84001426 | 310 East Locust Street 41° 32′ 18,4″ N, 90° 34′ 13″ W | Davenport | 1928 im Stil des Spanish Colonial Revival errichtetes Geschäftshaus                                                                                             |
| 33    | Israel Hall House                              | Israel Hall House                              | 1984 ID-Nr. 84001427 | 1316 East 10th Street 41° 31′ 49,4″ N, 90° 33′ 20,3″ W | Davenport | 1878 im Stil des Greek Revival errichtetes Wohnhaus |
| 34    | Isaac W. Harrison House                        | Isaac W. Harrison House                        | 2015 ID-Nr. 83004560 | 318 East 10th Street 41° 31′ 48,4″ N, 90° 34′ 13,4″ W | Davenport | 1858 im Italianate-Stil errichtetes Wohnhaus |
| 35    | Louis Hebert House                             | Louis Hebert House                             | 1983 ID-Nr. 83002443 | 914 Farnam Street 41° 31′ 45,4″ N, 90° 34′ 1,3″ W | Davenport | 1865 im Stil des Greek Revival errichtetes Wohnhaus |
| 36    | Hillside                                       | Hillside                                       | 1982 ID-Nr. 82002640 | 1 Prospect Drive 41° 31′ 42,7″ N, 90° 33′ 11,2″ W | Davenport | 1906 im Stil des Colonial Revival errichtetes Wohnhaus des Kohlengrubenbesitzers Charles Schuler                                                                |
| 37    | William Holbrook House                         | William Holbrook House                         | 1984 ID-Nr. 84001440 | 804 Kirkwood Boulevard 41° 32′ 11,3″ N, 90° 33′ 48,6″ W | Davenport | 1892 in einer Kombination aus Shingle Style und Queen-Anne-Stil errichtetes Wohnhaus                                                                            |
| 38    | House at 919 Oneida Street                     | House at 919 Oneida Street                     | 1984 ID-Nr. 84001444 | 919 Oneida Street 41° 31′ 46,7″ N, 90° 33′ 31,6″ W | Davenport | 1875 im viktorianischen Stil errichtetes Wohnhaus |
| 39    | Iowa Soldiers' Orphans' Home Historic District | Iowa Soldiers' Orphans' Home Historic District | 1982 ID-Nr. 82002641 | 2800 Eastern Avenue 41° 32′ 49,7″ N, 90° 33′ 11,2″ W | Davenport | aus 25 Gebäuden bestehender Komplex eines früheren Waisenhauses; heute Büros verschiedener gemeinnütziger Organisationen                                        |
| 40    | Kimball-Stevenson House                        | Kimball-Stevenson House                        | 1983 ID-Nr. 83002458 | 116 East 6th Street 41° 31′ 33,4″ N, 90° 34′ 24,2″ W | Davenport | 1873 im Italianate-Stil errichtetes Wohnhaus von Abel Kimball, einem Manager der damaligen Rock Island Line; später als Bordell genutzt; heute Anwaltskanzlei   |
| 41    | Nicholas J. Kuhnen House                       | Nicholas J. Kuhnen House                       | 1983 ID-Nr. 83002462 | 702 Perry Street 41° 31′ 37,7″ N, 90° 34′ 23,2″ W | Davenport | 1887 im Italianate-Stil errichtetes Wohnhaus des Zigarrenfabrikanten Nicholas J. Kuhnen                                                                         |
| 42    | Antoine LeClaire House                         | Antoine LeClaire House                         | 1974 ID-Nr. 74000809 | 630 East 7th Street 41° 31′ 38″ N, 90° 33′ 54,8″ W | Davenport | 1855 im Italianate-Stil errichtetes Wohnhaus des Stadtgründers Antoine LeClaire; später Wohnhaus der ersten Bischöfe von Davenport                              |
| 43    | Lincoln School                                 | Lincoln School                                 | 2002 ID-Nr. 02001239 | 318 East 7th Street 41° 31′ 38,3″ N, 90° 34′ 13,6″ W | Davenport | 1940 im Stil des Colonial Revival errichtetes Schulgebäude |
| 44    | James E. Lindsay House                         | James E. Lindsay House                         | 1984 ID-Nr. 84001465 | 911 College Avenue 41° 31′ 45,7″ N, 90° 33′ 21,7″ W | Davenport | 1876 im Italianate-Stil errichtetes Wohnhaus |
| 45    | Joseph Mallet House                            | Joseph Mallet House                            | 1983 ID-Nr. 83002465 | 415 East 10th Street 41° 31′ 47,1″ N, 90° 34′ 8,4″ W | Davenport | 1876 in einer einfachen Version des Italianate-Stils errichtetes Wohnhaus                                                                                       |
| 46    | McBride-Hickey House                           | McBride-Hickey House                           | 1983 ID-Nr. 83002467 | 701 Iowa Street 41° 31′ 37,1″ N, 90° 34′ 9,9″ W | Davenport | 1890 im viktorianischen Stil errichtetes Wohnhaus |
| 47    | McClellan Heights Historic District            | McClellan Heights Historic District            | 1984 ID-Nr. 84000328 | Abgegrenzt durch die Stadtgrenze, East River Drive, East Street, Jersey Ridge Road und Middle Road 41° 31′ 55″ N, 90° 32′ 14″ W                                  | Davenport | Stelle des Militärlagers Camp McClellan der Unionstruppen im Bürgerkrieg; im 19. Jahrhundert zu einem aus 354 Gebäuden bestehenden Wohnviertel bebaut           |
| 48    | McKinley Elementary School                     | McKinley Elementary School                     | 2002 ID-Nr. 02001222 | 1716 Kenwood Avenue 41° 32′ 13″ N, 90° 32′ 11,7″ W | Davenport | 1953 errichtetes Schulgebäude |
| 49    | McKinney House                                 | McKinney House                                 | 1983 ID-Nr. 83002468 | 512 East 8th Street 41° 31′ 40,8″ N, 90° 34′ 3,6″ W | Davenport | 1872 im Stil des Greek Revival errichtetes Wohnhaus |
| 50    | F.H. Miller House                              | F.H. Miller House                              | 1983 ID-Nr. 83002472 | 1527 Brady Street 41° 32′ 9,2″ N, 90° 34′ 25,5″ W | Davenport | 1871 im Italianate-Stil errichtetes Wohnhaus |
| 51    | Joseph Motie House                             | Joseph Motie House                             | 1983 ID-Nr. 83003668 | 421 East 10th Street 41° 31′ 47,1″ N, 90° 34′ 7,6″ W | Davenport | 1860 in einer einfachen Variante des Italianate-Stil errichtetes Wohnhaus                                                                                       |
| 52    | Thomas Murray House                            | Thomas Murray House                            | 1984 ID-Nr. 84001485 | 628 Kirkwood Boulevard 41° 32′ 11,1″ N, 90° 33′ 56,3″ W | Davenport | 1881 im Italianate style errichtetes Wohnhaus |
| 53    | Lucian Newhall House                           | Lucian Newhall House                           | 1983 ID-Nr. 83002476 | 526 Iowa Street 41° 31′ 31″ N, 90° 34′ 12″ W | Davenport | 1875 im Italianate-Stil errichtetes Wohnhaus |
| 54    | Oscar Nichols House                            | Oscar Nichols House                            | 1983 ID-Nr. 83002477 | 1013 Tremont Street 41° 31′ 49,6″ N, 90° 33′ 38,6″ W | Davenport | 1884 im Stick style genannten Baustil errichtetes Wohnhaus |
| 55    | Benjamin Nighswander House                     | Benjamin Nighswander House                     | 1984 ID-Nr. 84001487 | 1011 Kirkwood Boulevard 41° 32′ 9,1″ N, 90° 33′ 39,3″ W | Davenport | 1896 im Queen-Anne-Stil errichtetes Wohnhaus |
| 56    | Oak Lane Historic District                     | Oak Lane Historic District                     | 1984 ID-Nr. 84000331 | Oak Lane zwischen High Street und Locust Street 41° 32′ 22″ N, 90° 33′ 47″ W                                                                                     | Davenport | zwischen 1875 und 1906 im Stil des Colonial Revival errichtetes Wohnviertel                                                                                     |
| 57    | Oakdale Cemetery Historic District             | Oakdale Cemetery Historic District             | 2015 ID-Nr. 15000194 | 2501 Eastern Avenue 41° 32′ 47,6″ N, 90° 32′ 52,2″ W | Davenport | 1856 angelegter Friedhof |
| 58    | Henry Ockershausen House                       | Henry Ockershausen House                       | 1984 ID-Nr. 84001495 | 1024 Charlotte Street 41° 31′ 39,4″ N, 90° 33′ 33,7″ W | Davenport | 1908 im Queen-Anne-Stil errichtetes Wohnhaus |
| 59    | Outing Club                                    | Outing Club                                    | 1977 ID-Nr. 77000556 | 2109 Brady Street 41° 32′ 27,8″ N, 90° 34′ 22,3″ W | Davenport | 1905 im Stil des Colonial Revival errichtetes Clubhaus |
| 60    | Pierce School No. 13                           | Pierce School No. 13                           | 1983 ID-Nr. 83002486 | 2212 East 12th Street 41° 31′ 57,5″ N, 90° 32′ 41,8″ W | Davenport | 1899 im Stil der Neorenaissance errichtetes Schulgebäude; heute Apartmenthaus                                                                                   |
| 61    | Potter-Williams House                          | Potter-Williams House                          | 1984 ID-Nr. 84001522 | 427 East 7th Street 41° 31′ 35,6″ N, 90° 34′ 6,6″ W | Davenport | 1872 im Stil des Greek Revival errichtetes Wohnhaus |
| 62    | Hiram Price/Henry Vollmer House                | Hiram Price/Henry Vollmer House                | 1983 ID-Nr. 83002487 | 723 Brady Street 41° 31′ 39,3″ N, 90° 34′ 23,9″ W | Davenport | 1870 im Italianate-Stil errichtetes Wohnhaus |
| 63    | Prospect Park Historic District                | Prospect Park Historic District                | 1984 ID-Nr. 84000338 | Abgegrenzt durch East River Drive, Mississippi Avenue, Prospect Terrace, 11th Street und Adams Street 41° 31′ 47″ N, 90° 33′ 9″ W                                | Davenport | aus 23 von 1895 bis 1925 errichteten Gebäuden verschiedener Baustile bestehendes historisches Wohnviertel                                                       |
| 64    | Jacob Quickel House                            | Jacob Quickel House                            | 1984 ID-Nr. 84001524 | 1712 Davenport Street 41° 32′ 13,9″ N, 90° 33′ 50,2″ W | Davenport | 1880 im neugotischen Stil errichtetes Wohnhaus |
| 65    | Willam Radcliff House                          | Willam Radcliff House                          | 1984 ID-Nr. 84001530 | 904 College Avenue 41° 31′ 45″ N, 90° 33′ 24,2″ W | Davenport | 1911 errichteter Bungalow |
| 66    | Renwick House                                  | Renwick House                                  | 1983 ID-Nr. 83002492 | 1429 Brady Street 41° 32′ 5,8″ N, 90° 34′ 25,2″ W | Davenport | 1905 im Stil des Colonial Revival errichtetes Wohnhaus |
| 67    | Edward C. Roberts House                        | Edward C. Roberts House                        | 1984 ID-Nr. 84001533 | 918 East Locust Street 41° 32′ 18,5″ N, 90° 33′ 42,3″ W | Davenport | 1909 im Stil der Prairie Houses errichtetes Wohnhaus |
| 68    | Roslyn Flats                                   | Roslyn Flats                                   | 1983 ID-Nr. 83004375 | 739 Perry Street 41° 31′ 40,9″ N, 90° 34′ 20,3″ W | Davenport | 1901 errichtetes dreistöckiges Apartmenthaus |
| 69    | Rowhouses at 702-712 Kirkwood Boulevard        | Rowhouses at 702-712 Kirkwood Boulevard        | 1984 ID-Nr. 84001535 | 702-712 Kirkwood Boulevard 41° 32′ 11,1″ N, 90° 33′ 52,7″ W | Davenport | 1905 im Stil des Tudor Revival errichteter Reihenhauskomplex |
| 70    | Kathedrale Herz Jesu                           | Kathedrale Herz Jesu                           | 1984 ID-Nr. 84001537 | 406, 422 East 10th Street und 419 East 11th Street 41° 31′ 49″ N, 90° 34′ 8″ W                                                                                   | Davenport | 1881 im neugotischen Stil errichtete Kathedrale des römisch-katholischen Bistums Davenport                                                                      |
| 71    | St. John's Methodist Church                    | St. John's Methodist Church                    | 1983 ID-Nr. 83002509 | 1325-1329 Brady Street 41° 32′ 1,7″ N, 90° 34′ 25,5″ W | Davenport | 1903 im neugotischen Stil errichtete Methodistenkirche |
| 72    | St. Katherine's Historic District              | St. Katherine's Historic District              | 1984 ID-Nr. 84001551 | 901 Tremont Street 41° 31′ 43″ N, 90° 33′ 36″ W | Davenport | aus fünf Gebäuden bestehender Schulkomplex |
| 73    | Louis C. and Amelia L. Schmidt House           | Louis C. and Amelia L. Schmidt House           | 2007 ID-Nr. 07000407 | 1138 Oneida Avenue 41° 31′ 55,8″ N, 90° 33′ 34,1″ W | Davenport | 1895 im Queen-Anne-Stil errichtetes Wohnhaus |
| 74    | Fred B. Sharon House                           | Fred B. Sharon House                           | 1983 ID-Nr. 83002503 | 728 Farnam Street 41° 31′ 39,5″ N, 90° 34′ 1,2″ W | Davenport | 1891 im Stil des Second Empire errichtetes Wohnhaus |
| 75    | E.A. Shaw House                                | E.A. Shaw House                                | 1984 ID-Nr. 84001561 | 1102 College Avenue 41° 31′ 53,4″ N, 90° 33′ 24,5″ W | Davenport | 1901 im Queen-Anne-Stil errichtetes Wohnhaus |
| 76    | Shields Woolen Mill                            | Shields Woolen Mill                            | 1983 ID-Nr. 83002504 | 1235 East River Drive 41° 31′ 37,5″ N, 90° 33′ 23,6″ W | Davenport | 1863-1868 errichtete Textilfabrik |
| 77    | Charles S. Simpson House                       | Charles S. Simpson House                       | 1983 ID-Nr. 83002505 | 1503 Farnam Street 41° 32′ 7,4″ N, 90° 33′ 59,2″ W | Davenport | 1910 im Stil des Colonial Revival errichtetes Wohnhaus |
| 78    | Henry H. Smith/J.H. Murphy House               | Henry H. Smith/J.H. Murphy House               | 1983 ID-Nr. 83002508 | 512 East 6th Street 41° 31′ 33,6″ N, 90° 34′ 3,8″ W | Davenport | 1854 im Italianate-Stil errichtetes Wohnhaus |
| 79    | James Smith House                              | James Smith House                              | 1984 ID-Nr. 84001563 | 1037 East 18th Street 41° 32′ 14,3″ N, 90° 33′ 36″ W | Davenport | 1865 im Stil des Greek Revival errichtetes Wohnhaus |
| 80    | William G. Smith House                         | William G. Smith House                         | 1984 ID-Nr. 84001566 | 1002 Bridge Street 41° 31′ 49,3″ N, 90° 33′ 29,4″ W | Davenport | 1894 im Queen-Anne-Stil errichtetes Wohnhaus |
| 81    | J.W. Stewart House                             | J.W. Stewart House                             | 1983 ID-Nr. 83002513 | 212 East 6th Street 41° 31′ 33,4″ N, 90° 34′ 19,6″ W | Davenport | 1865 im Italianate-Stil errichtetes Wohnhaus |
| 82    | George B. Swan House                           | George B. Swan House                           | 1983 ID-Nr. 83002514 | 909 Farnam Street 41° 31′ 44,6″ N, 90° 33′ 59,1″ W | Davenport | 1881 im Stil des Greek Revival errichtetes Wohnhaus |
| 83    | Swedish Baptist Church                         | Swedish Baptist Church                         | 1983 ID-Nr. 83002515 | 700 East 6th Street 41° 31′ 35,8″ N, 90° 33′ 52,1″ W | Davenport | 1883 errichtete Kirche schwedischer Baptisten |
| 84    | I. Edward Templeton House                      | I. Edward Templeton House                      | 1983 ID-Nr. 83002517 | 1315 Perry Street 41° 32′ 0,6″ N, 90° 34′ 20,3″ W | Davenport | 1890 im Shingle Style errichtetes Wohnhaus |
| 85    | Frank J. Von Ach House                         | Frank J. Von Ach House                         | 1984 ID-Nr. 84001579 | 1618 Davenport Street 41° 32′ 12,5″ N, 90° 33′ 50,5″ W | Davenport | 1896 im Colonial Revival und im Queen-Anne-Stil errichtetes Wohnhaus                                                                                            |
| 86    | Warner Apartment Building                      | Warner Apartment Building                      | 1983 ID-Nr. 83002523 | 414-416 East 6th Street 41° 31′ 33,2″ N, 90° 34′ 8,4″ W | Davenport | Stelle, an der das im Jahr 1900 im Stil des Tudor Revival errichtete Apartmenthaus stand; inzwischen abgerissen, aber noch nicht aus dem Register gestrichen    |
| 87    | Charles Whitaker House                         | Charles Whitaker House                         | 1985 ID-Nr. 85000090 | 1530 East 12th Street 41° 31′ 57″ N, 90° 33′ 9,2″ W | Davenport | 1885 im Queen-Anne-Stil errichtetes Wohnhaus |
| 88    | Oscar C. Woods House                           | Oscar C. Woods House                           | 1984 ID-Nr. 84000342 | 1825 Grand Avenue 41° 32′ 16,7″ N, 90° 33′ 52,9″ W | Davenport | Im Jahr 1900 im vernakulären Stil errichtetes Wohnhaus |